# アルバート・メダル
アルバート・メダル（Albert Medal）は、ロイヤル・ソサエティ・オブ・アーツが授与する賞。
長らく同協会の会長を務めたヴィクトリア女王の王配アルバートを記念し、芸術、産業、商業の促進における顕著な功績に対して、1864年に制定された。イギリスの王族も多数受賞している。

## 受賞者

### 19世紀
- 1864年: ローランド・ヒル
- 1865年: ナポレオン3世
- 1866年: マイケル・ファラデー
- 1867年: William Fothergill Cooke、チャールズ・ホイートストン
- 1868年: ジョセフ・ホイットワース
- 1869年: ユストゥス・フォン・リービッヒ
- 1870年: フェルディナン・ド・レセップス
- 1871年: Henry Cole
- 1872年: ヘンリー・ベッセマー
- 1873年: ミシェル＝ウジェーヌ・シュヴルール
- 1874年: Carl Wilhelm Siemens
- 1875年: ミシェル・シュヴァリエ
- 1876年: ジョージ・ビドル・エアリー
- 1877年: ジャン＝バティスト・デュマ
- 1878年: ウィリアム・アームストロング
- 1879年: ウィリアム・トムソン
- 1880年: ジェームズ・プレスコット・ジュール
- 1881年: アウグスト・ヴィルヘルム・フォン・ホフマン
- 1882年: ルイ・パスツール
- 1883年: ジョセフ・ダルトン・フッカー
- 1884年: James Buchanan Eads
- 1885年: Henry Doulton
- 1886年: Samuel Lister
- 1887年: ヴィクトリア
- 1888年: ヘルマン・フォン・ヘルムホルツ
- 1889年: John Percy
- 1890年: ウィリアム・パーキン
- 1891年: フレデリック・エイベル
- 1892年: トーマス・エジソン
- 1893年: John Bennet Lawes、Joseph Henry Gilbert
- 1894年: ジョゼフ・リスター
- 1895年: アイザック・ロージアン・ベル
- 1896年: デイビッド・エドワード・ヒューズ
- 1897年: George James Symons
- 1898年: ロベルト・ブンゼン
- 1899年: ウィリアム・クルックス
- 1900年: Henry Wilde

### 20世紀
- 1901年: エドワード7世
- 1902年: アレクサンダー・グラハム・ベル
- 1903年: Charles Augustus Hartley
- 1904年: ウォルター・クレイン
- 1905年: ジョン・ウィリアム・ストラット
- 1906年: ジョゼフ・スワン
- 1907年: イヴリン・ベアリング
- 1908年: ジェイムズ・デュワー
- 1909年: Andrew Noble
- 1910年: マリ・キュリー
- 1911年: チャールズ・アルジャーノン・パーソンズ
- 1912年: Donald Smith
- 1913年: ジョージ5世
- 1914年: グリエルモ・マルコーニ
- 1915年: ジョゼフ・ジョン・トムソン
- 1916年: イリヤ・メチニコフ
- 1917年: オーヴィル・ライト
- 1918年: Richard Glazebrook
- 1919年: オリバー・ロッジ
- 1920年: アルバート・マイケルソン
- 1921年: ジョン・フレミング
- 1922年: Dugald Clerk
- 1923年: デヴィッド・ブルース、ロナルド・ロス
- 1924年: エドワード8世
- 1925年: デーヴィッド・プレイン
- 1926年: ポール・サバティエ
- 1927年: Aston Webb
- 1928年: アーネスト・ラザフォード
- 1929年: ジェームズ・アルフレッド・ユーイング
- 1930年: Henry Edward Armstrong
- 1931年: アーサー
- 1932年: フランク・ブラングィン
- 1933年: William Llewellyn
- 1934年: フレデリック・ホプキンズ
- 1935年: Robert Hadfield
- 1936年: エドワード・スタンリー
- 1937年: ウィリアム・モリス
- 1938年: メアリー・オブ・テック
- 1939年: Thomas Henry Holland
- 1940年: John Alexander Milne
- 1941年: フランクリン・ルーズベルト
- 1942年: ヤン・スマッツ
- 1943年: E. John Russell
- 1944年: Henry Tizard
- 1945年: ウィンストン・チャーチル
- 1946年: アレクサンダー・フレミング、ハワード・フローリー
- 1947年: ロバート・ロビンソン
- 1948年: William Reid Dick
- 1949年: ジャイルズ・ギルバート・スコット
- 1950年: エドワード・アップルトン
- 1951年: ジョージ6世
- 1952年: フランク・ホイットル
- 1953年: エドガー・エイドリアン
- 1954年: Ambrose Heal
- 1955年: レイフ・ヴォーン・ウィリアムズ
- 1956年: ヘンリー・ハレット・デール
- 1957年: Christopher Hinton
- 1958年: エリザベス2世
- 1959年: Vincent Massey
- 1960年: Frederick Handley Page
- 1961年: ヴァルター・グロピウス
- 1962年: Sydney Gordon Russell
- 1963年: フィリップ
- 1964年: ニネット・ド・ヴァロア
- 1965年: Leon Bagrit
- 1966年: クリストファー・コッカレル
- 1967年: Edward Lewis
- 1968年: バーンズ・ウォリス
- 1969年: Allen Lane
- 1970年: Peter Scott
- 1971年: William Glock
- 1972年: George Robert Freeman Edwards
- 1973年: John Betjeman
- 1974年: エリザベス・ボーズ＝ライアン
- 1975年: ニコラウス・ペヴズナー
- 1976年: ローレンス・オリヴィエ
- 1977年: Alfred Robens
- 1978年: John Charnley
- 1979年: Robert Mayer
- 1980年: Barbara Mary Ward
- 1981年: ユーディ・メニューイン
- 1982年: 盛田昭夫
- 1983年: Arnold Alexander Hall
- 1984年: Hugh Maxwell Casson
- 1985年: チャールズ3世
- 1986年: Alastair Pilkington
- 1987年: フランシス・クリック
- 1988年: Shridath Ramphal
- 1989年: John Davan Sainsbury
- 1990年: Jonathan Wolfe Miller
- 1991年: Beatrice Nancy Seear
- 1992年: マイケル・ヤング
- 1993年: Paul Hamlyn
- 1994年: Ernest Hall
- 1995年: Adrian Cadbury
- 1996年: Claus Adolf Moser
- 1997年: サイモン・ラトル
- 1998年: メアリー・ウォーノック
- 1999年: スティーヴン・ホーキング
- 2000年: アン

### 21世紀
- 2001年: メアリー・ロビンソン
- 2002年: ティム・バーナーズ＝リー
- 2003年: Timothy Bartel Smit
- 2004年: Karan Faridoon Bilimoria
- 2005年: グロ・ハーレム・ブルントラント
- 2008年: Simon Duffy
- 2009年: Zarine Kharas
- 2010年: ジェレミー・デラー
- 2011年: Albina Ruiz Ríos
- 2013年: Selwyn Image of Emmaus
- 2014年: Buurtzorg Nederland
- 2015年: William James Timpson
- 2016年: ピーター・タッチェル
- 2017年: Robin Murray
- 2018年: Neil Jameson of Citizens UK
- 2019年: Paul Sinton-Hewitt
- 2021年: Sarah Catherine Gilbert
- 2023年: クリスティアナ・フィゲレス

## 参照
- Albert Medal